# Robert Kempiński
Robert Kempiński (Danzica, 11 luglio 1977) è uno scacchista polacco.
Ha ottenuto il titolo di Maestro Internazionale nel 1995 e di Grande Maestro nel 1996

## Principali risultati
Nel 1991 vinse il campionato polacco giovanile U14 e l'anno successivo il campionato polacco juniores (U18).
Tre volte vincitore del campionato europeo giovanile: nel 1993 (U16), 1994 (U18) e 1995 (U18).
Nel 1995 vinse a Guarapuava in Brasile il campionato del mondo giovanile U18, davanti a Emil Sutovsky.
Vinse il Campionato polacco nel 1997 e nel 2001.
Con la nazionale polacca ha partecipato a 6 Olimpiadi degli scacchi dal 1996 al 2006, ottenendo complessivamente il 52,4% dei punti.
Tra le vittorie di torneo (da solo o ex æquo): Zlín (1994), České Budějovice (1995), Lippstadt (1995), Frýdek-Místek (1997), Biel (2000), Rubinstein Memorial (2006), Bad Zwesten (2004), "Neckar Open" di Deizisau (2005), "Porzellan-Cup" di Dresda (2008).
Ha partecipato al campionato del mondo FIDE del 2004, dove venne eliminato nel primo turno da Alexander Lastin.
Nell'agosto 2010 si classificò 6° con 9 /11 nel campionato del mondo rapid di Magonza (vinto da Gata Kamsky con 10 /11).
Ha ottenuto il massimo rating FIDE in aprile 2005, con 2627 punti Elo.